# AArch64
AArch64, также известная как ARM64, является 64-разрядной версией семейства архитектур ARM, широко используемого набора конструкций компьютерных процессоров. Он был представлен в 2011 году с архитектурой ARMv8 и позже стал частью серии ARMv9. AArch64 позволяет процессорам обрабатывать больше памяти и выполнять более быстрые вычисления, чем более ранние 32-разрядные версии. Он разработан для работы вместе со старым 32-разрядным режимом, известным как AArch32, что обеспечивает совместимость с широким спектром программного обеспечения. Устройства, использующие AArch64, включают смартфоны, планшеты, персональные компьютеры и серверы. Архитектура AArch64 продолжает развиваться за счет обновлений, которые улучшают производительность, безопасность и поддержку сложных вычислительных задач.

## Ключевые характеристики
В ARMv8-A, ARMv8-R и ARMv9-A «Состояние выполнения» определяет ключевые характеристики среды процессора. Сюда входит количество бит, используемых в первичных регистрах процессора, поддерживаемые наборы инструкций и другие аспекты среды выполнения процессора. Эти версии архитектуры ARM поддерживают два состояния выполнения: 64-битное состояние AArch64 и 32-битное состояние AArch32.

### Соглашения об именовании
- 64-бит:
  - Состояние выполнения: AArch64
  - Наборы инструкций: A64
- 32-бит:
  - Состояние выполнения: AArch32
  - Наборы инструкций: A32 + T32
  - Пример: ARMv8-R, Cortex-A32[3].

## ARM-A (архитектура приложения)

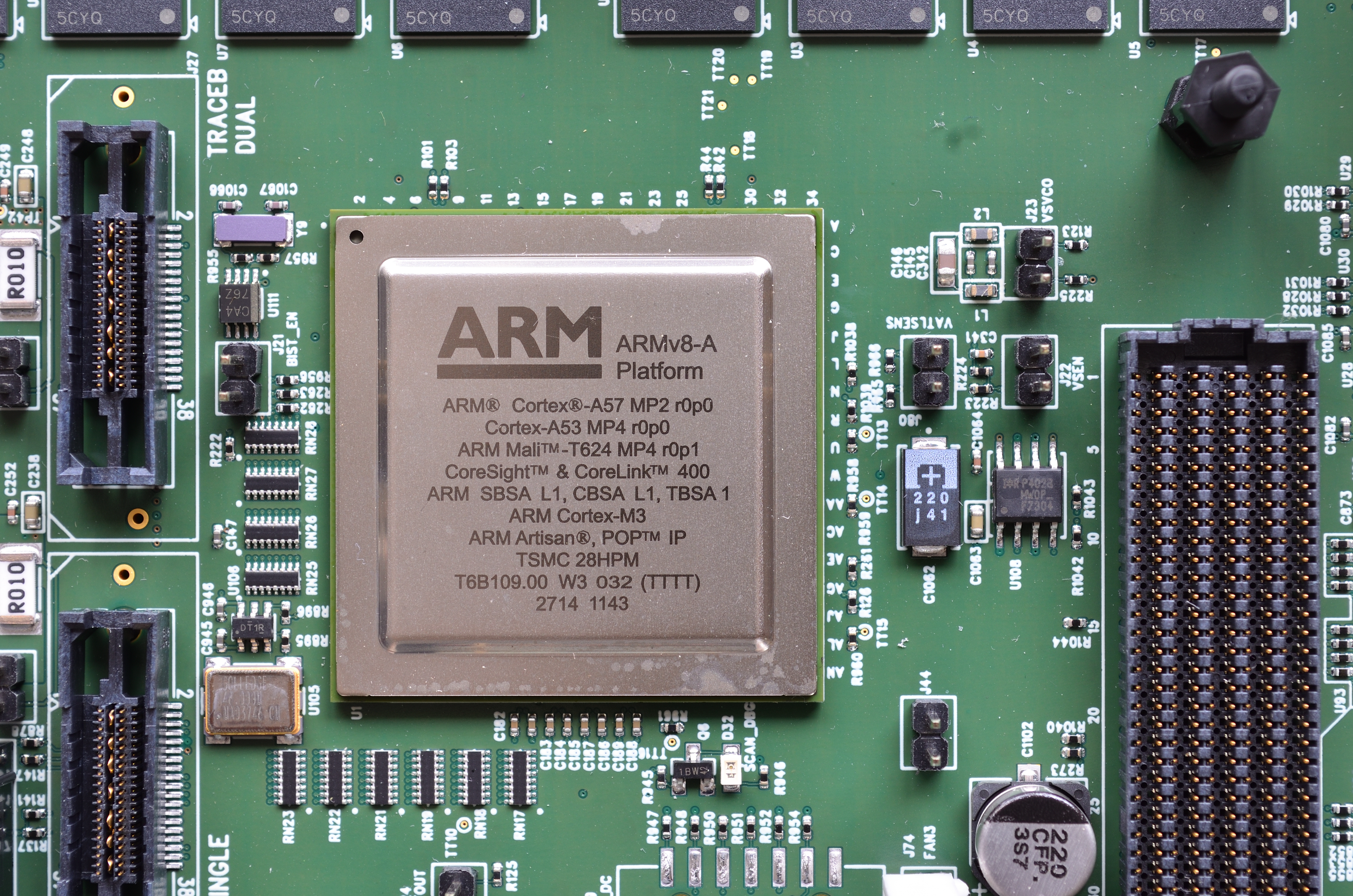
Платформа Armv8-A с процессором ARM Cortex-A53

Анонсированный в октябре 2011 года, ARMv8-A представляет собой фундаментальное изменение архитектуры ARM. Он добавляет необязательное 64-битное состояние выполнения, названное «AArch64», и связанный с ним новый набор инструкций «A64», в дополнение к 32-битному состоянию выполнения, «AArch32», поддерживающему 32-битные наборы инструкций «A32» (исходный 32-битный ARM) и «T32» (Thumb/Thumb-2). TПоследние наборы инструкций обеспечивают совместимость пользовательского пространства с существующей 32-битной архитектурой ARMv7-A. ARMv8-A позволяет выполнять 32-битные приложения в 64-битной ОС, а 32-битная ОС находится под контролем 64-битного гипервизора. ARM анонсировала свои ядра Cortex-A53 и Cortex-A57 30 октября 2012 года. Apple была первой, кто выпустил совместимое с ARMv8-A ядро (Cyclone) в потребительском продукте (iPhone 5S). AppliedMicro, использующая FPGA , была первой, кто продемонстрировал ARMv8-A. Первая система на кристалле ARMv8-A от Samsung — это Exynos 5433, используемая в Galaxy Note 4, которая включает два кластера по четыре ядра Cortex-A57 и Cortex-A53 в конфигурации ARM big.LITTLE; но она будет работать только в режиме AArch32.
ARMv8-A включает VFPv3/v4 и расширенный SIMD (Neon) в качестве стандартных функций как в AArch32, так и в AArch64. Он также добавляет криптографические инструкции, поддерживающие AES, SHA-1/SHA-256 и арифметику конечных полей.
Процессор ARMv8-A может поддерживать один или оба AArch32 и AArch64; он может поддерживать AArch32 и AArch64 на более низких уровнях исключений и только AArch64 на более высоких уровнях исключений. Например, ARM Cortex-A32 поддерживает только AArch32, ARM Cortex-A34 поддерживает только AArch64, а ARM Cortex-A72 поддерживает как AArch64, так и AArch32. Процессор ARMv9-A должен поддерживать AArch64 на всех уровнях исключений и может поддерживать AArch32 на уровне EL0.

## ARM-R (архитектура реального времени)
Архитектура ARM-R, в частности профиль Armv8-R, разработана для удовлетворения потребностей приложений реального времени, где предсказуемое и детерминированное поведение имеет важное значение. Этот профиль фокусируется на обеспечении высокой производительности, надежности и эффективности во встраиваемых системах, где ограничения реального времени имеют решающее значение.
С введением дополнительной поддержки AArch64 в профиле Armv8-R возможности реального времени были дополнительно улучшены. Cortex-R82 является первым процессором, реализующим эту расширенную поддержку, привнося несколько новых функций и улучшений в область реального времени.